# Hotel Chelsea

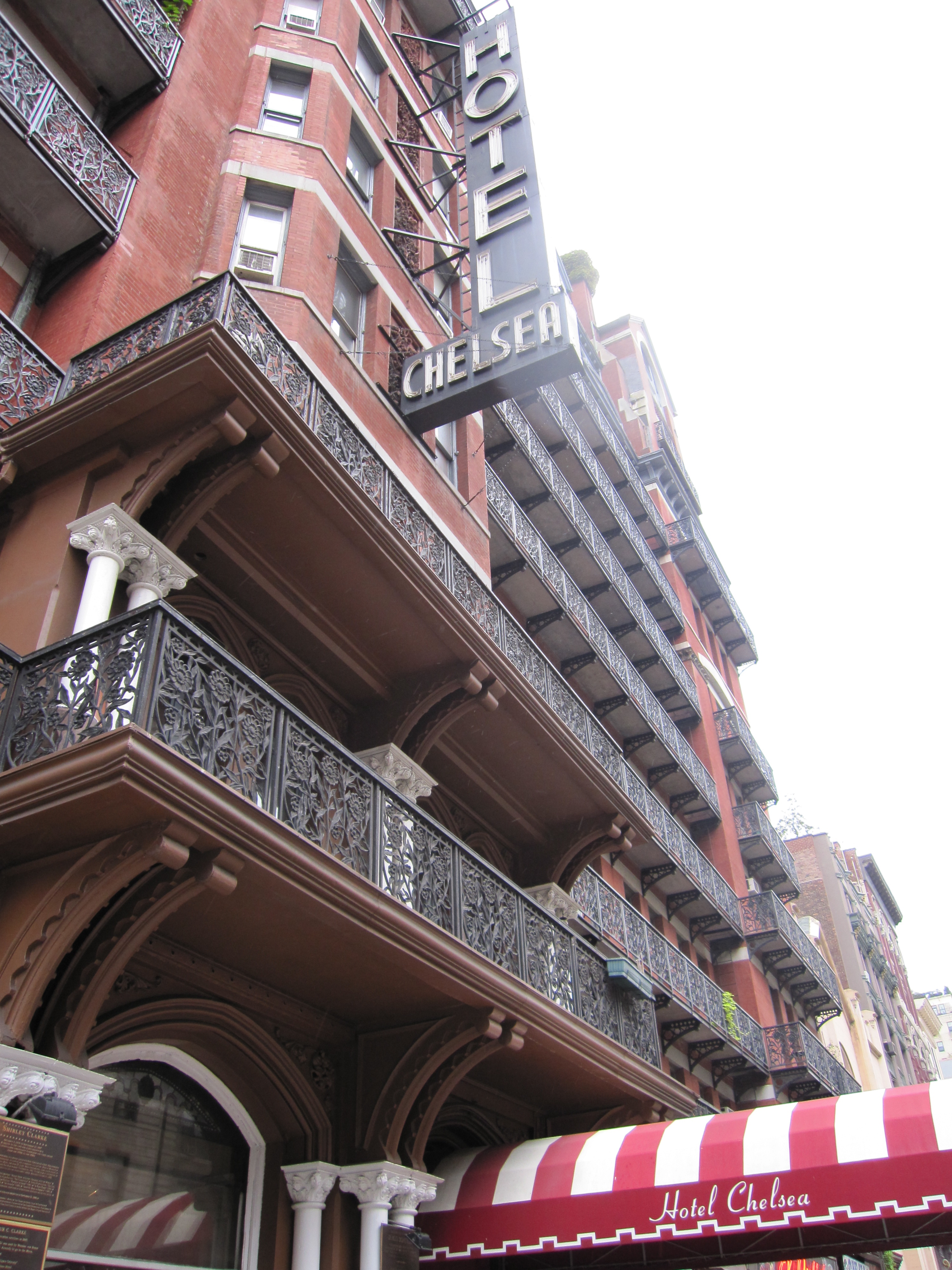

Hotel Chelsea is een wereldberoemd hotel in New York, gelegen aan de West 23rd Street tussen 7th en 8th Avenue in de wijk Chelsea in Manhattan. Dit is nabij Greenwich Village en Midtown Manhattan.
Het hotel staat bekend als een ontmoetingsplaats voor artiesten, kunstenaars en vrijbuiters. Veel
beroemdheden hebben het hotel bezocht en bewoond.

## Geschiedenis
Hotel Chelsea is een twaalf verdiepingen tellend gebouw dat is opgetrokken uit rode bakstenen in
victoriaanse bouwstijl. Op de begane grond van het hotel bevinden zich winkels en bedrijven. Het was het eerste gebouw in New York dat op de lijst van cultureel stadserfgoed werd gezet en het eerste dat werd bestempeld als 'historisch gebouw van betekenis' in de stad. Met de bouw werd in 1883 begonnen. In 1884 werd het gebouw officieel geopend en was destijds een appartementencomplex. Tot 1899 was het het hoogste gebouw in New York.
Destijds was de wijk Chelsea het centrum van het theaterdistrict. Door de economische teruggang vertrokken veel theaters uit de buurt en kwamen ook veel appartementen in het gebouw leeg te staan. Het gebouw werd in 1905 verkocht aan de stad New York. Er werd besloten dat er in het gebouw een hotel moest komen.

## Beroemde gasten
Het Hotel Chelsea kent een lange lijst van beroemde gasten die er hebben gelogeerd of gewoond. Het gebouw wordt gezien als een broedplaats voor moderne kunst en wordt ook gezien als 'the home of bad behavior', waar zo ongeveer alles kan en mag.
Zanger Bob Dylan componeerde er nummers. De dichters Allen Ginsberg en Gregory Corso hielden in het hotel literaire soirees en wisselden van gedachten over tal van thema's met gelijkgestemden.
Het Hotel Chelsea is ook bekend door minder prettige gebeurtenissen. Schrijver Dylan Thomas overleed in 1953 in het hotel aan een alcoholvergiftiging.
Het bekendst is het hotel geworden door de dood van Nancy Spungen. Zij was de vriendin van Sex Pistols-bassist Sid Vicious. Zij werd op 12 oktober 1978 dood aangetroffen in de badkamer van kamer 100. Er werd vermoed dat ze door Vicious om het leven was gebracht met een mes. Vicious ging vrijuit in afwachting van de rechterlijke uitspraak en overleed een aantal maanden na het steekincident zelf in Hotel Chelsea aan een overdosis.
Andere bekende artiesten die het hotel regelmatig bezochten zijn Janis Joplin, Jimi Hendrix, Leonard Cohen en Grateful Dead. In de jaren zeventig waren Ryan Ross, William S. Burroughs, Arthur Miller en Patti Smith graag geziene gasten in het hotel.
Ook de Nederlanders Jan Cremer en Jan Henderikse verbleven vanaf 1964 meer dan 10 jaar in dit hotel en maakten er ook kunstwerken gedurende deze periode.

## Kamers
Alle kamers in Hotel Chelsea hebben een eigen stijl en inrichting, die voornamelijk geïnspireerd is op de Victoriaanse en art-deco-stijl.
Door het hotel worden regelmatig rondleidingen gegeven aan toeristen, waarbij verteld wordt over de rijke geschiedenis van het hotel en de beroemde gasten die er zijn geweest. De bovenste verdieping van het hotel biedt huisvesting aan een aantal kunstenaars die er permanent wonen.

## Slogan
De slogan van het hotel is: a rest stop for rare individuals.